# Segimon Serrallonga i Morer
Segimon Serrallonga i Morer (Torelló, 30 de desembre de 1930 - Badalona, 10 d'abril de 2002) fou un poeta, filòleg i escriptor català.

## Biografia
Autor d'una obra de reconeguda vàlua artística i profunda qualitat humana en els vessants de la poesia, l'assaig i la traducció. Format al Seminari de Vic, va ampliar els estudis a la Universitat Catòlica de Lovaina, a Bèlgica, on es va llicenciar en Filologia Clàssica. Posteriorment va obtenir la llicenciatura de Filologia Catalana a la Universitat Autònoma de Barcelona. Compromès amb el seu país i amb la causa de la justícia i la llibertat, va participar activament en la lluita antifranquista i va ser membre fundador de l'Assemblea de Catalunya. Des del 1977 fins a la seva mort, va dedicar-se a la docència universitària, primerament a l'Escola de Mestres Balmes i després a la Universitat de Vic, en la qual va exercir també els càrrecs de responsable literari d'Eumo Editorial i de director de la Biblioteca des del 1991 al 2000.
Amic i deixeble de Carles Riba. Entre el 1964 i 1967 va dirigir la revista Inquietud artística. Fou un dels redactors fundadors de la revista de poesia Reduccions el 1977 juntament amb Miquel Martí i Pol, Jordi Sarrate, Lluís Solà i Ricard Torrents.
Afiliat al PSUC l'any 1968, prengué part activa en l'Assemblea de Catalunya i el Congrés de Cultura Catalana. El 1974 fou detingut per la policia franquista quan participava a Sabadell en una reunió clandestina de l'Assemblea de Catalunya.
L'any 1980 va aconseguir el Premi de la Crítica Serra d'Or per l'obra Poemes 1950-1975. És autor d'una obra poètica vibrant i traductor de llibres de la Bíblia, de William Blake i de Bertolt Brecht, entre altres autors. També ha traduït poesia antiga i ha escrit estudis sobre poetes catalans. També és autor de molts articles i estudis sobre literatura, publicats en revistes culturals i especialitzades, com Reduccions (revista de poesia), Els Marges, Serra d'Or, Anuari Verdaguer, etc.
L'any 2003 la Universitat de Vic - Universitat Central de Catalunya va crear l'Aula Segimon Serrallonga per promoure activitats transversals promotores del debat i la reflexió sobre arts, lletres i ciències des d'una vessant crítica i humanista.
L'any 2006 l'Ajuntament de Torelló va nomenar-lo fill predilecte del municipi i va acordar d'instituir -en memòria seva- una beca d'ampliació d'estudis superiors a l'estranger en les àrees d'Humanitats, Arts, Ciències Socials i Ciències de l'Educació.
El fons bibliogràfic i documental de Segimon Serrallonga es troba a la Biblioteca de la Universitat de Vic - Universitat Central de Catalunya i està en procés de tractament.

## Obra

### Assaig
- 1997: Onze de setembre de 1997: diada nacional de Catalunya

### Poesia
- 1974: Eixarms
- 1979: Poemes 1950-1975
- 1980: Tornem-hi. No ho direm tot : recital de poemes / de Segimon Serrallonga ; pel grup de teatre Vermell x 4 de Centelles

### Traducció
- 1968: Saviesa i Eclesiàstic, llibres de la Bíblia
- 1977: Les noces del Cel i l'Infern, William Blake
- 1984: Me-Ti: Llibre dels canvis, de Bertolt Brecht
- 2002: Versions de poesia antiga : Mesopotàmia, Egipte, Israel, Grècia, Roma, del segle XXX al segle I aC

### Reculls
- 2007: Sempre voldré voler : antologia (poesia, prosa, assaig, entrevistes) / Segimon Serrallonga ; a cura de Francesc Codina, Víctor Obiols i Ricard Torrents
- 2013: Ira d'amor: poesia 1968-1975 Segimon Serrallonga ; a cura de Francesc Codina i Valls
- 2014: Verdaguer llegit per Segimon Serrallonga / edició i pròleg de Ricard Torrents ; amb la col·laboració de Pol Serrabassa i M. Àngels Verdaguer

## Premis
- 1980 Premi Crítica Serra d'Or de poesia per Poemes 1950-1975